# Klauspeter Blaser
Klauspeter Blaser (* 1. März 1939 in Oberthal BE; † 7. Juli 2002) war ein Schweizer reformierter Theologe.

## Leben und Wirken
Klauspeter Blaser wurde im Jahr 1964 an der Universität Mainz zum Dr. theol. promoviert. Von 1966 bis 1969 arbeitete er als Dozent in Südafrika und Lesotho, anschliessend war er Sekretär der Schweizer Mission in Südafrika. 1972 wurde er ausserordentlicher, 1977 ordentlicher Professor für Systematische Theologie an der Universität Lausanne. Von 1976 bis 1992 lehrte er auch Missionswissenschaft an der Universität Basel. 1998 übernahm er auch die Professur für Praktische Theologie in Lausanne.
Zu Blasers Hauptinteressengebieten zählten Missionswissenschaft und interkulturelle Theologie, besonders der Rassismus und der Nord-Süd-Konflikt, aber auch die Theologie Johannes Calvins und des 20. Jahrhunderts. Er veröffentlichte zahlreiche Bücher und Aufsätze, sowohl auf Deutsch als auch auf Französisch. Von 1991 bis 1998 war er Mitglied der Kommission für Glauben und Kirchenverfassung beim Ökumenischen Rat der Kirchen.
Blaser war seit 1969 mit Christiane Bignens verheiratet, aus der Ehe gingen drei Kinder hervor. Er starb 2002 auf einer Bergwanderung.

## Schriften (Auswahl)
- Geschichte, Kirchengeschichte, Dogmengeschichte in Adolf von Harnacks Denken. Ein Beitrag zur Problematik der historisch-theologischen Disziplinen. Diss. Mainz 1964.
- Calvins Lehre von den drei Ämtern Christi (= Theologische Studien 105). EVZ-Verlag, Zürich 1970.
- Wenn Gott schwarz wäre ... Das Problem des Rassismus in Theologie und christlicher Praxis. Theologischer Verlag, Zürich 1972, ISBN 978-3-290-11310-0.
- Vorstoß zur Pneumatologie (= Theologische Studien 121). Theologischer Verlag, Zürich 1977, ISBN 978-3-290-17121-6.
- Gottes Heil in heutiger Wirklichkeit. Überlegungen, Beispiele, Vorschläge. Lembeck, Frankfurt/Main 1978, ISBN 978-3-87476-105-5.
- La Mission. Dialogues et défis. Labor et Fides, Genève 1983, ISBN 978-2-8259-0017-8.
- Karl Barth 1886–1968. Combats, idées, reprises. P. Lang, Bern 1987, ISBN 978-3-261-03788-6.
- Une Église, des confessions. Leur unité et désunion, leurs doctrines et pratiques. Tableaux comparatifs. Labor et Fides, Genève 1990.
- Volksideologie und Volkstheologie. Ökumenische Entwicklungen im Lichte der Barmer Theologischen Erklärung. C. Kaiser Verlag,  München 1991, ISBN 978-3-459-01884-0.
- La théologie au XXe siècle. Histoire, défis, enjeux. L'Âge d'Homme, Lausanne 1995, ISBN 978-2-8251-0670-9.
- Les théologies nord-américaines. Labor et Fides, Genève 1995, ISBN 978-2-8309-0750-6.
- Signe et instrument. Approche protestante de l'Eglise. Editions Universitaires, Fribourg 2000, ISBN 978-2-8271-0889-3.
- Le christianisme social. Une approche théologique et historique. Van Dieren, Paris 2003, ISBN 978-2-911087-33-2.